# Familia Roosevelt
Los Roosevelt (pronunciación en inglés: /ˈroʊzəˌvɛɫ̩tʲ/) son una prestigiosa familia estadounidense de origen neerlandés con sede en la ciudad de Nueva York. Entre sus miembros destacan dos presidentes y una primera dama de los Estados Unidos, junto con varios banqueros, comerciantes, políticos y artistas del mismo país.
Las dos ramas más importantes de la familia provienen de los sectores neoyorquinos Oyster Bay y Hyde Park, de quienes descienden Theodore Roosevelt, su primo en quinto grado Franklin D. Roosevelt y su esposa Eleanor Roosevelt, sobrina de Theodore.

## Historia

### Origen
Claes Maartenszen van Rosenvelt es el fundador de la familia en los Estados Unidos, quien llegó de su natal Zelandia, en los Países Bajos Españoles (territorio neerlandés controlado por la corona católica de España) y se instaló en Nueva Ámsterdam, colonia neerlandesa en América, entre 1638 y 1649.
Alrededor de 1652, van Rosenvelt adquirió de Lambert van Valckenburgh una granja que comprendía 24 Morgen (medida alemana equivalente a 20,44 ha a 50,51 acres), ubicada en la actual Midtown Manhattan, zona donde se erige el actual Empire State Building. Claes hizo fortuna con el esclavismo.
Uno de los hijos de Claes, Nicholas (nacido en territorio estadounidense como Nicholas van Rosenvelt), fue el primero de la familia en usar el apellido con la ortografía actual, Roosevelt, y el primero en ocupar un cargo público en el país como concejal de Nueva York. Nicholas se casó con la holandesa Heyltje Jans Kunst, con quien tuvo 10 hijosː Jannetie, Margaretta, Nicholaes, Johannes, Elsie, James Jacobus, Rachel, Sarah e Isaac Roosevelt Kunst.
De sus hijos Jacobus y Johannes se desprenden las dos ramas más importantes de la familia Roosevelt. Del primero descidenden los familiares asentados en Oyster Bay, y del segundo los de Hyde Park, ambas locaciones ubicadas en la actual Nueva York, nuevo nombre de la ciudad cuando cayó bajo control de los ingleses, quienes le cambiaron el nombre cuando Países Bajos cedió la ciudad a cambio de Surinam.

### sigloXIX

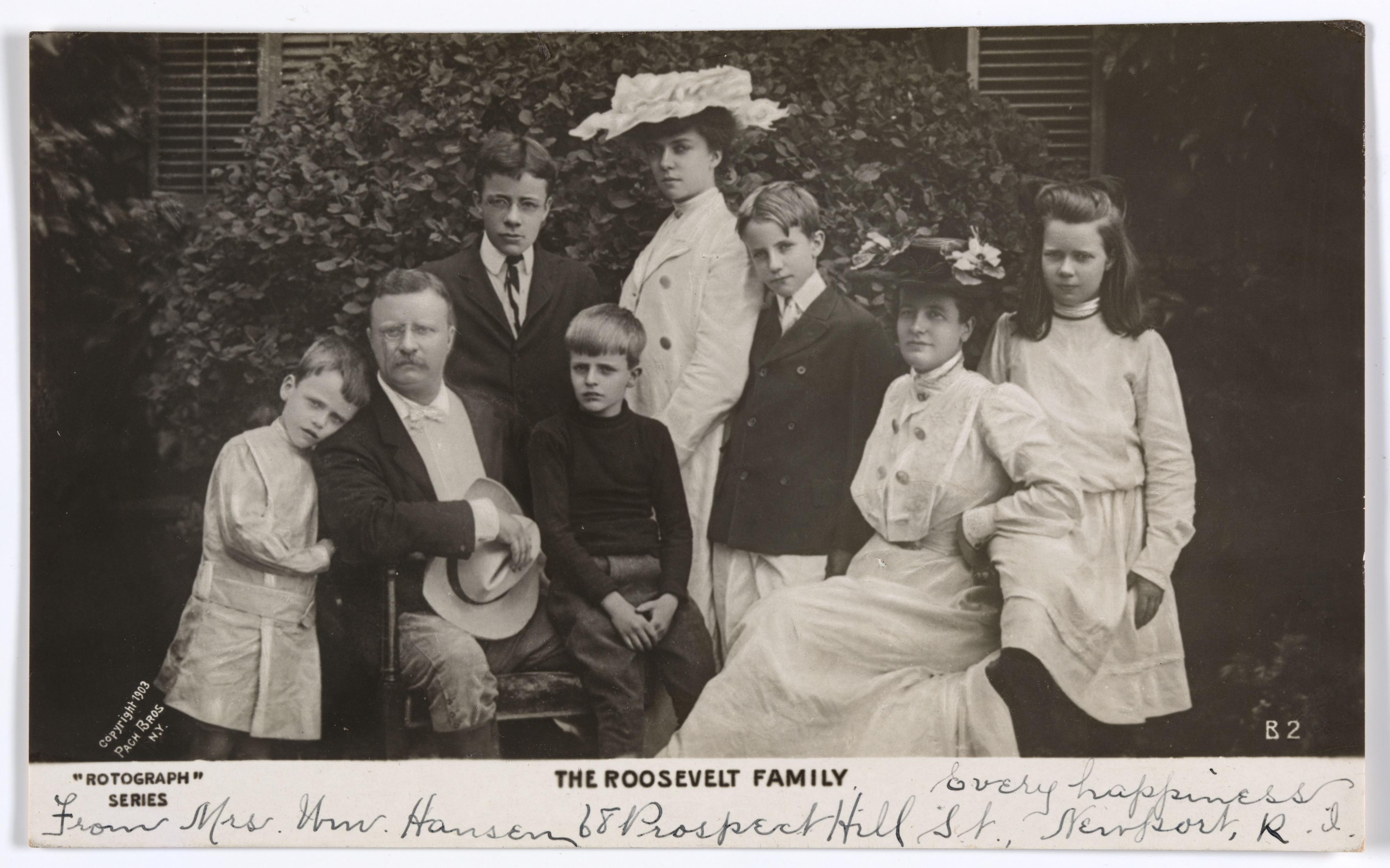
Familia Roosevelt en 1903, Instituto Smithsoniano. Ted Roosevelt era miembro de la rama Oyster Bay, fundada por Jacobus Roosevelt.

Con la Independencia de Estados Unidos y el surgimiento de los partidos políticos, las dos ramas de la familia se comenzaron a asociar con los partidos Republicano (Oyster Bay) y Demócrata (Hyde Park), lo cual derivó en fricción entre ambas ramas familiares, pese a que siempre se mantuvieron cordiales a lo largo de las décadas.

### sigloXX

Familia Roosevelt, 1931. Fraklin D Roosevelt era miembro de la rama de Hyde Park, encabezada por Johannes Roosevelt.

El primer político de la familia en alcanzar importancia internacional fue el militar y empresario Theodore "Ted" Roosevelt Sr. quien llegó a la presidencia de Estados Unidos en 1900 por el Partido Republicano, y ejerció el cargo de 1901 a 1904, y luego reelegido de 1905 a 1909.
Una de sus sobrinas, Eleanor Roosevelt, se casó con el primo quinto de Teddy Roosevelt, Franklin Delano Roosevelt, quien llegó a ocupar la presidencia en múltiples ocasiones consecutivas, de 1933 a 1945, cuando murió en el cargo en plena Segunda Guerra Mundial.

## Miembros
- Claes Martenszen van Rosenvelt (1623-1660). Nacido en la provincia de Zelandia en los actuales Países Bajos, se casó con la neerlandesa Jannetje Samuels Thomas.[12] Padre de Elsie, Anna Margaret y Nicholas van Rosenvelt.
- Elsie van Rosenvelt (1652-1703). Se casó con el político neerlandés nacido en América Hendrick Meyer, concejal asistente de Nueva York.
- Nicholas Roosevelt (1658-1742). Nacido Nicholas van Rosenvelt, se casó con Heyltje Jans Kunst, con quien tuvo a sus hijos Johannes y James Jacobus Roosevelt. Fue el primero en usar el apellido en su forma actual.
- Johannes Roosevelt (1689-1750), llamado John Roosevelt. Hijo de Nicholas y cabeza de la rama familiar de los Roosevelt de Hyde Park, pueblo del estado de Nueva York.
- James Jacobus Roosevelt (1692-1776). Hermano de John Roosevelt, es el patriarca de la rama de Osyter Bay, ciudad en el estado de Nueva York.
- Cornelius Van Schaack Roosevelt Sr. (1794-1871) Cabeza de la familia en Oyster Bay y fundador del Chemical Bank. Nieto de Jacobus Roosevelt.
- Isaac Roosevelt (1726-1794) Mercader y banquero, cofundador del Banco de Nueva York junto a Alexander Hamilton. Nieto de Nicholas Roosevelt.
- James John Roosevelt (1795-1875). Político, abogado y empresario. Hermano de Cornelius Roosevelt.
- George Washington Roosevelt (1843-1907). Bichozno (dos grados después del tataranieto) de Nicholas Roosevelt. Recibió la medalla de honor por su heroísmo durante la guerra civil estadounidense.[13]
- Clinton Roosevelt (1804-1898) Político e inventor. Biznieto de Johannes Roosevelt.
- Samuel Montgomery Roosevelt (1858-1920). Artista y comerciante. Nieto de Jacobus Roosevelt.
- Henry Latrobe Roosevelt (1879-1936). Militar y político. Subsecretario de la Marina estadounidense, tataranieto de Jacobus Roosevelt.
- James John Roosevelt
- Isaac Daniel Roosevelt (1790-1863). Fundador de la rama familiar en Hyde Park. Biznieto de Isaac Roosevelt.

### Rama Oyster Bay
- Cornelius Van Schaack Roosevelt Sr.
- Theodore Roosevelt Sr. (1831-1878). Empresario y filántropo, hijo de Cornelius Roosevelt Sr.
- Theodore "Teddy" Roosevelt (1858-1919) Militar, empresario y político. Presidente 26° de los Estados Unidos de América. Hijo de Ted Roosevelt Sr.
- Theodore Roosevelt II (1887-1944). Político y militar estadounidense. Hijo de Teddy Roosevelt.
- Anna Eleanor Roosevelt (1884-1962) Política, activista por los derechos humanos y diplomática. Sobrina de Teddy Roosevelt.

### Rama Hyde Park
- Isaac Daniel Roosevelt.
- Grace Roosevelt (1867-1945). Tenista estadounidense. Nieta de Isaac Roosevelt.
- Franklin Delano Roosevelt (1882-1945). 32.º Presidente de los Estados Unidos. Esposo de Eleanor Roosevelt.
- Anna Roosevelt Halsted (1906-1975). Escritora y periodista estadounidense. Hija de Franklin y Eleanor Roosevelt, casada con el escritor y empresario estadounidense Curtis Bean Dall y el periodista estadounidense Clarence John Boettiger. Sus hijos fueron Curtis Roosevelt, Eleanor Roosevelt Seagraves y John Roosevelt Boettiger.
- Curtis Roosevelt (1930-2016). Escritor estadounidense.
- Eleanor Roosevelt Seagraves (n. 1927) Educadora estadounidense.